# Tate Reeves
Tate Reeves (hay Jonathon Tate Reeves, sinh ngày 5 tháng 6 năm 1974) là một chuyên gia tài chính tiền tệ, chính trị gia người Mỹ. Ông hiện là Thống đốc thứ 65 và đương nhiệm của tiểu bang Mississippi kể từ năm 2020. Là Đảng viên Đảng Cộng hòa, ông nguyên là Phó Thống đốc thứ 32 của Mississippi từ năm 2012 đến năm 2020; Bộ trưởng Ngân khố tiểu bang Mississippi thứ 53 từ năm 2004 đến năm 2012. Ở tuổi 29, ông là Bộ trưởng Ngân khố tiểu bang trẻ nhất trên toàn quốc khi được bầu vào năm 2003 và là Đảng viên Cộng hòa đầu tiên giữ chức vụ ngân khố ở Mississippi. Ông là ứng cử viên của Đảng Cộng hòa cho chức vụ Thống đốc Mississippi trong cuộc bầu cử năm 2019, và đánh bại ứng cử viên của Đảng Dân chủ là Tổng Chưởng lý Mississippi Jim Hood.
Tate Reeves là chính trị gia bảo thủ, trong nhiệm kỳ của mình, ngoài việc ủng hộ và thực hiện các chính sách kinh tế xã hội phe Cộng hòa, ông còn thông qua đợt trưng cầu dân ý loại bỏ biểu trưng Liên minh miền Nam, thay đổi lá cờ mới cho tiểu bang Mississippi.

## Thời kỳ đầu
Tate Reeves sinh ngày 5 tháng 6 năm 1974 ở quận Rankin, Mississippi, Hoa Kỳ, tên khai sinh là Jonathon Tate Reeves, lớn lên và theo học phổ thông công lập ở quê nhà. Ông học Trường Trung học Florence ở thành phố Florence, tốt nghiệp năm 1992. Sau đó, ông tới thủ phủ Jackson, theo học Trường Millsaps, tốt nghiệp loại xuất sắc, nhân bằng Cử nhân Nghệ thuật chuyên ngành Kinh tế. Trong những năm đại học, ông chơi thể thao, đã chơi một năm với vị trí hậu vệ dẫn bóng (PG) cho đội bóng rổ Millsaps Majors và là thành viên của nhóm huynh đệ Kappa Alpha Order. Sau đó, ông vẫn tham gia Millsaps Majors với tư cách là thành viên của ban chính sách đầu tư của Quỹ General Louis Wilson và là thành viên của Ủy ban Cố vấn của Trường Quản lý.
Nhóm huynh đệ Trường Millsaps của ông, Kappa Alpha Order được biết đến với các hoạt động phân biệt chủng tộc, bao gồm sử dụng biểu tượng chủng tộc và thường tổ chức các liên hoan khiêu vũ theo chủ đề Liên minh miền Nam. Ông bị lôi kéo vào cuộc tranh cãi phân biệt chủng tộc khi những bức ảnh kỷ yếu của ông cho thấy các thành viên của hội huynh đệ hóa trang blackface và mang quân phục Liên minh miền Nam, nhưng chưa xác định được mức độ, hành vi tham gia của ông.

## Sự nghiệp
Sau khi tốt nghiệp đại học, Tate Reeves theo đuổi sự nghiệp trong lĩnh vực tài chính ngân hàng ở Jackson, nơi ông trở thành Trợ lý Phó Chủ tịch của hãng AmSouth, trước đây là Ngân hàng Quốc gia Deposit Guaranty, và là nhà phân tích đầu tư cấp cao. Năm 2000, ông trở thành chuyên viên đầu tư cho Ngân hàng Quốc gia Trustmark ở Jackson. Ông có chứng chỉ Chartered Financial Analyst (CFA) và là thành viên của Hiệp hội CFA Mississippi và Viện CFA, một tổ chức ngành đầu tư. Năm 1996, ông là người nhận được Giải thưởng Phân tích đầu tư (Analysts Award) của Hiệp hội các nhà phân tích tài chính Mississippi.

### Bộ trưởng Ngân khố Mississippi
Năm 2003, Tate Reeves tham gia cuộc bầu cử sơ bộ của Đảng Cộng hòa, đối mặt với cựu Ủy viên Giao thông vận tải Wayne Burkes của Brandon và Hạ nghị sĩ tiểu bang Andrew Ketchings của Natchez. Ông đã triển khai chiến dịch mạnh mẽ trong những vùng trung tâm của phe Cộng hòa bao gồm các quận Lamar, DeSoto và Rankin. Trong cuộc bầu cử sơ bộ ba ứng cử viên, ông dẫn đầu với 49% phiếu bầu, và vượt qua Wayne Burkes trong cuộc bầu cử thứ hai. Trong cuộc tổng tuyển cử, ông đã đánh bại ứng cử viên của Đảng Dân chủ Gary Anderson, Giám đốc Tài chính tiểu bang, với tỷ lệ 52–48%. Đến năm 2007, ông tiếp tục tranh cử và giành chiến thắng trước ứng viên Dân chủ Shawn O'Hara, tái đắc cử Bộ trưởng Ngân khố Mississippi với 61% phiếu bầu.

### Phó Thống đốc Mississippi
Vào tháng 2 năm 2011, Tate Reeves chính thức khởi động chiến dịch tranh cử Phó Thống đốc Mississippi, và dẫn đầu việc gây quỹ trước đối thủ chính của mình là Chủ tịch Thượng viện Tạm thời bang Mississippi, Billy Hewes của Gulfport. Một cuộc thăm dò vào tháng 5 năm 2011 về các cử tri có khả năng của Đảng Cộng hòa cho thấy Reeves dẫn trước 51–18% so với Billy Hewes. Vào ngày 2 tháng 8 năm 2011, ông chính thức đánh bại Billy Hewes. Vào ngày 8 tháng 11, ông được bầu làm Phó Thống đốc, kế nhiệm Phil Bryant, người được bầu làm Thống đốc Mississippi. Tate Reeves tiếp tục tái đắc cử Phó Thống đốc vào ngày 3 tháng 11 năm 2015, đánh bại ba đối thủ trong đó có Thượng nghị sĩ tiểu bang Timothy L. Johnson, một Đảng viên Đảng Cộng hòa chuyển sang Đảng Dân chủ. Ở thời kỳ này, báo chí Mississippi đưa tin về việc sử dụng sai các quỹ chiến dịch của chính trị gia trên toàn tiểu bang, chỉ ra rằng Tate Reeves đã không sử dụng sai các quỹ này.

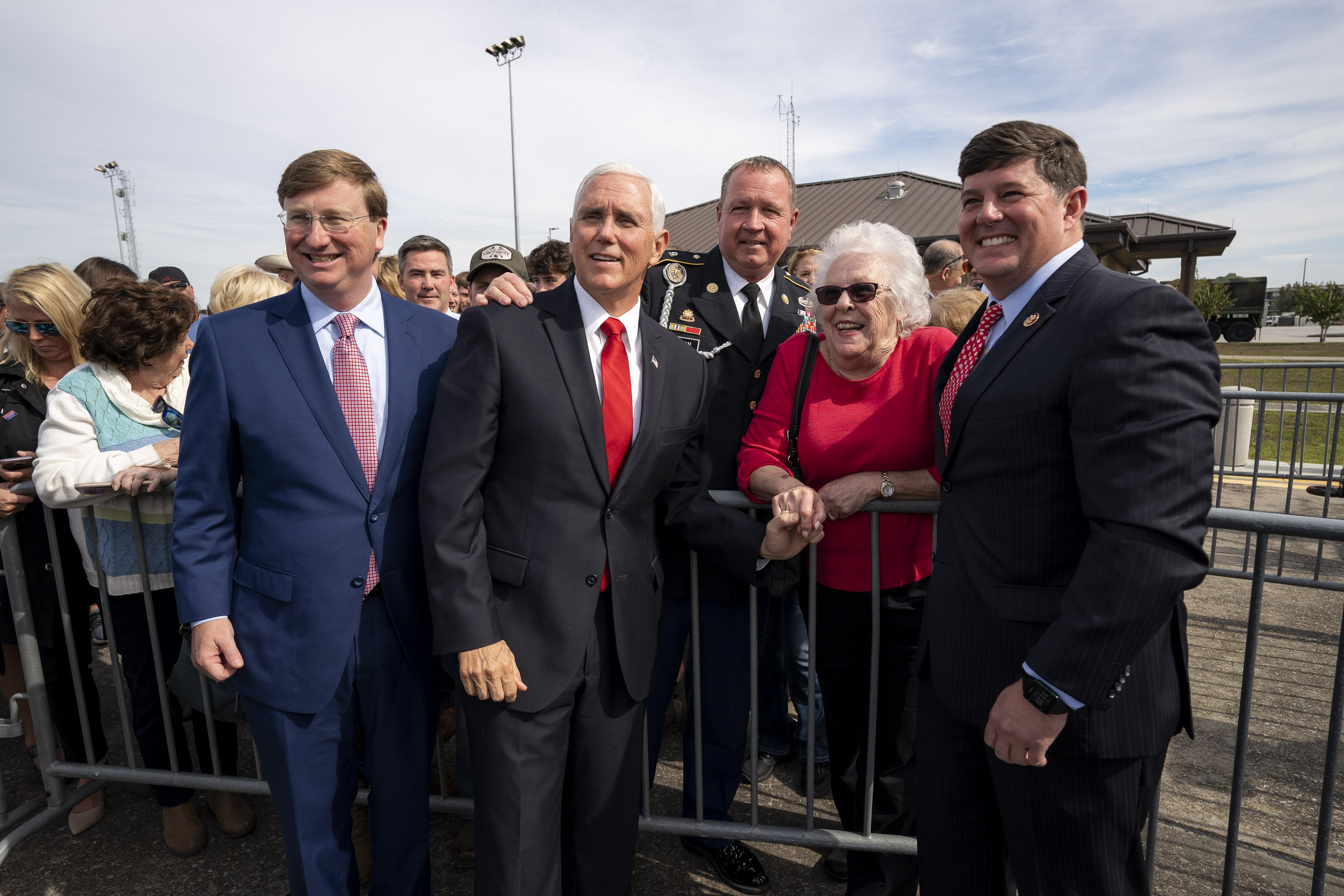
Tate Reeves và Phó Tổng thống Mike Pence tại Mississippi năm 2019.

### Thống đốc Mississippi
Tate Reeves tranh cử Thống đốc Mississippi trong cuộc bầu cử năm 2019. Trong các tuyên bố về chính sách, ông phản đối việc mở rộng Medicaid, hay Obamacare. Tại cuộc bầu cử sơ bộ của Đảng Cộng hòa, ông và Bill Waller Jr lần lượt xếp vị trí thứ nhất và thứ hai. Bởi vì không có ứng cử viên nào giành được đa số phiếu bầu, ông và Bill Waller đã tiến hành cuộc bầu cử vòng hai vào ngày 27 tháng 8, và ông giành chiến thắng. Ông đánh bại ứng viên Jim Hood từ Đảng Dân chủ và trở thành Thống đốc, tuyên thệ nhậm chức vào ngày 14 tháng 1 năm 2020.

#### Đại dịch COVID-19
Trong nhiệm kỳ của mình, ông phải đối mặt với Đại dịch COVID-19 ảnh hưởng toàn cầu. Ở Mississippi, trong bối cảnh đại dịch COVID-19 đang gia tăng, Tate Reeves không ra lệnh cho người dân ở nhà, đã phủ nhận quyết định của các nhà lãnh đạo địa phương, và thay vào đó nói với những người Mississippi hãy trở lại cuộc sống như bình thường, coi những nơi như quán bar, nhà hàng ăn uống và nhà thờ là dịch vụ thiết yếu. Như hành động của phe Cộng hòa, ông cũng từ chối đóng cửa các bãi biển; quyết định đã bị lên án rộng rãi. Khi được hỏi vào cuối tháng 3 năm 2020 tại sao Trung Quốc có thể áp đặt một cuộc đóng cửa nhưng Mississippi không đưa ra quyết định này, ông đã trả lời rằng, "Mississippi sẽ không bao giờ là Trung Quốc. Mississippi sẽ không bao giờ là Triều Tiên". Nhưng đến ngày 3 tháng 4 năm 2020, Tate Reeves đã phải thực hiện lệnh ở nhà; cho phép một số doanh nghiệp bán lẻ mở cửa trở lại vào cuối tháng 4. Trong giai đoạn này, Mississippi có số ca tử vong và trường hợp nhiệm coronavirus tăng đột biến nhất.

#### Lá cờ Mississippi

Cờ tiểu bang Mississippi chính thức từ 2021.

Vào tháng 6 năm 2020, trong tình trạng biểu tình George Floyd, một cuộc tranh luận đã nổ ra ở Mississippi về việc thay đổi cờ tiểu bang, xóa đi hình ảnh biểu trưng của Liên minh miền Nam trong lịch sử. Mississippi trong lịch cử đã có hai lá cờ, cờ thứ nhất trong giai đoạn nội chiến 1861 – 1865, cờ thứ hai trong giai đoạn 1894 – 2020. Cả hai lá cờ của tiểu bang đều có phù hiệu của Liên minh miền Nam ở góc trên cùng bên trái. Tate Reeves ủng hộ việc thay đổi cờ bằng cách trưng cầu dân ý, nhưng nói rằng nếu Hội đồng Lập pháp Mississippi thông qua dự luật rút lại cờ tiểu bang mà không cần trưng cầu dân ý, ông cũng sẽ ký nó. Vào ngày 28 tháng 6, cơ quan lập pháp đã bỏ phiếu để thay đổi cờ, với tỷ lệ 91–23 tại Hạ viện và 37–14 tại Thượng viện. Tate Reeves đã ký đạo luật này hai ngày sau đó, loại bỏ lá cờ biểu tượng Liên minh miền Nam và tiểu bang Mississippi xác lập lại một lá cờ mới. Lá cờ mới với hình ảnh chi Mộc lan, được gọi là New Magnolia, biểu trưng thiên nhiên của tiểu bang, được thiết kế bởi Ủy ban Thiết kế lại lá cờ Mississippi năm 2020, chính thức có hiệu lực đi vào hoạt động biểu trưng cho tiểu bang từ ngày 11 tháng 1 năm 2021.

## Lịch sử tranh cử
Tính đến năm 2021, Tate Reeves đã trải qua 05 đợt bầu cử trong sự nghiệp, gồm hai nhiệm kỳ Bộ trưởng Ngân khố, hai nhiệm kỳ Phó Thống đốc và một nhiệm kỳ Thống đốc Mississippi, ông đều giành thắng lợi trong các cuộc bầu cử của mình.
| Lịch sử tranh cử các vị trí của Tate Reeves                              | Lịch sử tranh cử các vị trí của Tate Reeves                      | Lịch sử tranh cử các vị trí của Tate Reeves                      | Lịch sử tranh cử các vị trí của Tate Reeves                      |
| Đảng                                                                     | Ứng viên                                                         | Số phiếu                                                         | %                                                                |
| Bầu cử Bộ trưởng Ngân khố Mississippi 2003: Nội bộ Đảng Cộng hòa         | Bầu cử Bộ trưởng Ngân khố Mississippi 2003: Nội bộ Đảng Cộng hòa | Bầu cử Bộ trưởng Ngân khố Mississippi 2003: Nội bộ Đảng Cộng hòa | Bầu cử Bộ trưởng Ngân khố Mississippi 2003: Nội bộ Đảng Cộng hòa |
| ------------------------------------------------------------------------ | ---------------------------------------------------------------- | ---------------------------------------------------------------- | ---------------------------------------------------------------- |
| Đảng Cộng hòa                                                            | Tate Reeves                                                      | 80.770                                                           | 48,48                                                            |
| Đảng Cộng hòa                                                            | Wayne Burkes                                                     | 51.745                                                           | 31,06                                                            |
| Đảng Cộng hòa                                                            | Andrew Ketchings                                                 | 33.795                                                           | 20,28                                                            |
| Đảng Cộng hòa                                                            | Write-ins                                                        | 311                                                              | 0.19                                                             |
| Bầu cử Bộ trưởng Ngân khố Mississippi 2003: Nội bộ Đảng Cộng hòa, vòng 2 |                                                                  |                                                                  |                                                                  |
| Đảng Cộng hòa                                                            | Tate Reeves                                                      | 49.466                                                           | 72,16                                                            |
| Đảng Cộng hòa                                                            | Wayne Burkes                                                     | 19.047                                                           | 27,78                                                            |
| Đảng Cộng hòa                                                            | Write-ins                                                        | 39                                                               | 0,06                                                             |
| Bầu cử Bộ trưởng Ngân khố Mississippi 2003: Chung cuộc                   |                                                                  |                                                                  |                                                                  |
| Đảng Cộng hòa                                                            | Tate Reeves                                                      | 447.860                                                          | 51,80                                                            |
| Đảng Dân chủ                                                             | Gary Anderson                                                    | 403.307                                                          | 46,64                                                            |
| Khác                                                                     | Lee Dilworth                                                     | 13.507                                                           | 1,56                                                             |
| Bầu cử Bộ trưởng Ngân khố Mississippi 2007: Chung cuộc                   |                                                                  |                                                                  |                                                                  |
| Đảng Cộng hòa                                                            | Tate Reeves (đương nhiệm)                                        | 436.833                                                          | 60,53                                                            |
| Đảng Dân chủ                                                             | Shawn O'Hara                                                     | 284.789                                                          | 39,47                                                            |
| Bầu cử Phó Thống đốc Mississippi 2011: Nội bộ Đảng Cộng hòa              |                                                                  |                                                                  |                                                                  |
| Đảng Cộng hòa                                                            | Tate Reeves                                                      | 162.857                                                          | 56,89                                                            |
| Đảng Cộng hòa                                                            | Billy Hewes                                                      | 123.389                                                          | 43,11                                                            |
| Bầu cử Phó Thống đốc Mississippi 2011: Chung cuộc                        |                                                                  |                                                                  |                                                                  |
| Đảng Cộng hòa                                                            | Tate Reeves                                                      | 644.205                                                          | 80,35                                                            |
| Đảng Dân chủ                                                             | Tracella Lou O'Hara                                              | 157.547                                                          | 19,65                                                            |
| Bầu cử Phó Thống đốc Mississippi 2015: Nội bộ Đảng Cộng hòa              |                                                                  |                                                                  |                                                                  |
| Đảng Cộng hòa                                                            | Tate Reeves (inc.)                                               | 225.192                                                          | 82,50                                                            |
| Đảng Cộng hòa                                                            | Alisha Nelson McElhenney                                         | 47.760                                                           | 17,50                                                            |
| Bầu cử Phó Thống đốc Mississippi 2015: Chung cuộc                        |                                                                  |                                                                  |                                                                  |
| Đảng Cộng hòa                                                            | Tate Reeves (inc.)                                               | 429.990                                                          | 60,45                                                            |
| Đảng Dân chủ                                                             | Tim Johnson                                                      | 255.657                                                          | 35,94                                                            |
| Đảng Tự do                                                               | Ron Williams                                                     | 16.226                                                           | 2,28                                                             |
| Khác                                                                     | Rosa Williams                                                    | 9.410                                                            | 1,32                                                             |
| Bầu cử Thống đốc Mississippi 2019: Nội bộ Đảng Cộng hòa                  |                                                                  |                                                                  |                                                                  |
| Đảng Cộng hòa                                                            | Tate Reeves                                                      | 182.979                                                          | 48,9                                                             |
| Đảng Cộng hòa                                                            | Bill Waller Jr.                                                  | 124.707                                                          | 33,3                                                             |
| Đảng Cộng hòa                                                            | Robert Foster                                                    | 66.441                                                           | 17,8                                                             |
| Bầu cử Thống đốc Mississippi 2019: Nội bộ Đảng Cộng hòa, vòng 2          |                                                                  |                                                                  |                                                                  |
| Đảng Cộng hòa                                                            | Tate Reeves                                                      | 176.251                                                          | 54,28                                                            |
| Đảng Cộng hòa                                                            | Bill Waller Jr.                                                  | 148.471                                                          | 45,72                                                            |

| Đảng          | Đảng             | Thành viên    | Phiếu bầu | %      |
| ------------- | ---------------- | ------------- | --------- | ------ |
|               | Cộng hòa         | Tate Reeves   | 443,063   | 52,26% |
|               | Dân chủ          | Jim Hood      | 394,177   | 46,49% |
| Tổng số phiếu | Tổng số phiếu    | Tổng số phiếu | 837,240   | 98,75% |
|               | Cộng hòa giữ ghế |               |           |        |

## Đời tư
Tate Reeves kết hôn với Elee Williams vào năm 2001. Hai người đều học cùng nhau ở Trường Millsaps, bà là người hoạt động xã hội, Chủ tịch Câu lạc bộ Phụ nữ Mississippi. Gia đình có ba người con gái là Sarah Tyler Reeves, Elizabeth Magee Reeves và Madeline Tate Reeves.